# 4-Anisaldehído
4-Anisaldehído (también: p-anisaldehyda, aldehído anísico) con fórmula química C8H8O2, es un compuesto orgánico que se encuentra comúnmente en las fragancias, tanto sintéticas como naturales. El compuesto consta de un anillo de benceno sustituido con un aldehído y un grupo metoxi. Es un líquido transparente con un fuerte aroma. Dos isómeros afines orto-anisaldehído y meta-anisaldehído también son conocidos, pero menos frecuentes. 

## Producción
Anisaldehído se prepara comercialmente mediante la oxidación de metoxitolueno (éter metil p-cresilo) usando dióxido de manganeso. También puede ser producido por oxidación de anetol, una fragancia relacionada que se encuentra en algunas bebidas alcohólicas.

## Usos
Está estructuralmente relacionada con la vainillina, anisaldehído es ampliamente utilizado en la industria de la fragancia y el sabor. Anisaldehído se usa como un intermedio en la síntesis de otros compuestos importantes en productos farmacéuticos y de perfumería. Orto -Anisaldehído tiene un aroma de regaliz.
Una solución de para-anisaldehído en ácido y etanol es un útil en cromatografía en capa fina. Los diferentes compuestos químicos en la placa pueden dar diferentes colores, permitiendo una fácil distinción.